# 王崧 (南海知县)
王崧，清朝政治人物。

## 生平
光绪三十九年（1903年），擔任清朝廣州府南海縣知縣。后由姚紹書接任。